# Verkehrsverbund Kärnten
Der Verkehrsverbund Kärnten – Kärntner Linien (VVK) ist der Verkehrsverbund im österreichischen Bundesland Kärnten. Er wurde am 29. Mai 1994 in Klagenfurt gegründet.
Es gilt ein gemeinsamer Tarif für die beteiligten Verkehrslinien. Der Verkehrsverbund Kärnten ist Mitglied bei Mobilitätsverbünde Österreich, dem Zusammenschluss der sieben regionalen österreichischen Verkehrsverbünde, die gemeinsam für die Umsetzung und laufende Optimierung des öffentlichen Verkehrsnetzes sowie Mobilitätslösungen in ganz Österreich sorgen.

## Beteiligte Verkehrsunternehmen
Folgende Verkehrsunternehmen sind an dem Verbund beteiligt:
- Österreichische Postbus AG
- Obergailtaler Verkehrsbetriebs GmbH (OGV)
- ÖBB Personenverkehr AG
- MVG Mobilbüro Hermagor
- Villacher Verkehrsgesellschaft Kowatsch Nfg. GmbH
- Ebner Reisen GmbH
- Klagenfurt Mobil GmbH (KMG)
- Wiegele Johann & Söhne GmbH
- Reisebüro Wernitznig
- Kärnten Bus GmbH

### Subunternehmen
Teilweise vergeben Verbundverkehrsunternehmen Leistungen von Kraftfahrdiensten an Subunternehmen:
- Bacher Touristik GmbH
- Carinthian Bus GmbH
- Hofstätter Touristik GmbH
- Busreisen Juwan GmbH
- Busreisen Kügler GmbH
- Mobilbüro & Verkehrsmanagement GmbH
- HPV Herbert Peitler Verkehrsbetriebe Obervellach
- NSM Taxi GmbH
- Verkehrsbetriebe Globasnitz